# Miliusa tenuistipitata
Miliusa tenuistipitata là loài thực vật có hoa thuộc họ Na. Loài này được W.T. Wang mô tả khoa học đầu tiên năm 1957.